# معامل الحزم
يستخدم معامل الحزم (أو معامل التراص Stacking factor) في عملية تصميم المحولات الكهربائية . وبسبب أن المحولات تتكون من صفائح معدنية، غالبا من تكون من الحديد، ويتم إجراء عمليه التصفيح ( وهي عملية الريط بين عنصرين أو أكثر بالغراء والضغط ) . وهدف هذة العملية هو التخلص من التيارات الدوامية المتكون في القلب الحديدي، مع الحفاظ على قيمة المجال بأكبر قدر ممكن .
وعملية التصفيح لا تستخدم سبائك حديدية مغناطيسية، لذلك يجب إخد قيمتها في الاعتبار عند حساب كثافة الفيض. ويعطي معامل الحزم رقم تقريبي لنسبة تأثير صفائح القلب الحديدي عند حساب كثافة الفيض .

## العلاقة الرياضية
دائما ما يكون معامل الحزم أقل من الواحد الصحيح، لأنه إذا كان يساوي واحد فهذا معناه أنه لا يوجد تصفيح على صفائح المعدنية .
Aeffective=ksAapparent

وقد يسمي معامل الحزم أيضا بمعامل التصفيح أو عامل الفراغ .